# 塔氏豹鱨
塔氏豹鱨，為輻鰭魚綱鯰形目脂鱨科的其中一種，為熱帶淡水魚，分布於非洲肯亞Juba河及索馬利亞Tana河下游流域，體長可達75公分，棲息在底層水域，生活習性不明。